# Relação entre aborto e saúde mental
A relação entre o aborto induzido e a saúde mental é um tópico de controvérsia política. Embora em algumas mulheres o aborto esteja associado a sentimentos negativos e perturbações clinicamente significativas, problemas semelhantes a estes também estão associados a situações em que se leva uma gravidez indesejada a termo. Dadas estas duas alternativas, as melhores evidências científicas sugerem que um único aborto induzido durante o primeiro trimestre em mulheres adultas não apresenta maiores riscos de saúde mental do que levar uma gravidez indesejada a termo. As evidências são menos claras em situações de abortos sucessivos e interrupções tardias da gravidez após a 20ª semana devido a anormalias do feto.
A American Psychological Association's Task Force on Mental Health and Abortion norte-americana concluiu que os problemas de saúde mental após o aborto estão muito provavelmente associados a fatores de risco preexistentes. Entre estes fatores de risco estão terminar uma gravidez que é desejada, a pressão de terceiros para terminar a gravidez, a oposição ao aborto dos parceiros, família ou amigos, a falta de apoio de outros e vários traços de personalidade (como falta de autoestima e pessimismo) e antecedentes de problemas de saúde mental anteriores à gravidez. Uma vez que estes fatores de risco também predispõem algumas mulheres a reações negativas após o parto, a Task Force concluiu que a maior prevalência de perturbações mentais entre mulheres com antecedentes de aborto é muito provavelmente causada por estes outros fatores, e não pelo aborto em si. O melhor indicador de problemas de saúde mental na sequência de um aborto são antecedentes de problemas de saúde mental anteriores à gravidez.
O National Collaborating Centre for Mental Health britânico concluiu igualmente que um único aborto durante o primeiro trimestre não aumenta o risco de problemas de saúde mental, quando comparado com os riscos associados a levar uma gravidez a termo. Uma revisão sistemática da literatura de 2008 sobre o aborto e saúde mental concluiu que os estudos de maior qualidade demonstravam consistentemente que existiam poucas ou nenhumas consequências negativas do aborto, enquanto os estudos de pouca qualidade eram mais suscetíveis a relatar consequências negativas.
Apesar do consenso médico de que um único aborto durante o primeiro trimestre não aumenta o risco de problemas de saúde mental, alguns grupos antiaborto têm continuado a alegar a existência de uma associação entre o aborto e problemas de saúde mental. Alguns destes grupos usam o termo "síndrome pós-abrto" para se referir aos efeitos psicológicos negativos que associam ao aborto. No entanto, este "síndrome pós-aborto" não é reconhecido como síndrome pela comunidade médica. Os médicos e os grupos pró-escolha têm alegado que o esforço por popularizar a noção de um "síndrome pós-aborto" é uma tática usada pelos grupos autointitulados "pró-vida" com objetivos políticos. Alguns estados dos Estados Unidos têm obrigado a que os pacientes sejam informados de que o aborto aumenta o risco de depressão e suicídio, apesar das evidências científicas que contrariam estas alegações.